# Accras de morue

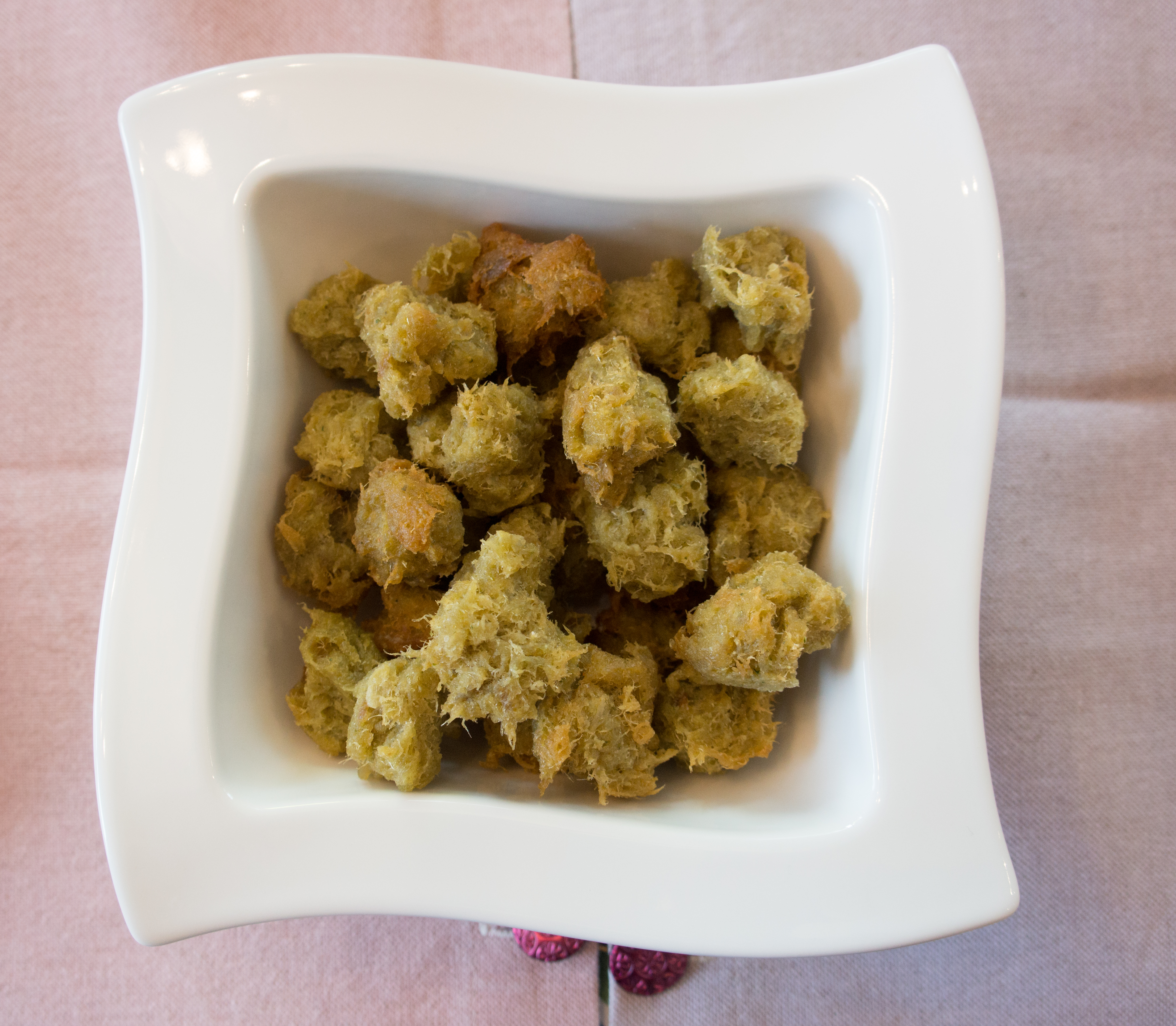
Accras de moure

Accras de morue – francuska specjalność kuchni karaibskiej, charakterystyczna dla Gwadelupy.
Danie ma formę niewielkich kulek z dorsza lub ewentualnie innych ryb. Dodaje się do nich lokalne warzywa, jajka, mąkę i przyprawy: czosnek, pieprz, pietruszkę i cebulę. Podaje smażone, na gorąco, jako przystawkę lub danie główne.